# Heterozercon microsuctus
Heterozercon microsuctus is een mijtensoort uit de familie van de Heterozerconidae. De wetenschappelijke naam van de soort werd voor het eerst geldig gepubliceerd in 1989 door Fain.